# Pietraszki (województwo podlaskie)
Pietraszki – wieś w Polsce położona w województwie podlaskim, w powiecie bielskim, w gminie Brańsk.
W latach 1975–1998 miejscowość administracyjnie należała do województwa białostockiego.
Wierni kościoła rzymskokatolickiego należą do parafii św. Doroty w Domanowie.